# خوآن سوم
خوآن سوم، پادشاه ناوار (فرانسوی: Jean d'Albret‎؛ ۱۴۶۹ –  ۱۷ ژوئن ۱۵۱۶) همسر کاترین، ملکه ناوار و یوره اوکساریس ناوار بود. او فرزند آلن یکم آلبرت بود او پس از ازدواج به همراه همسرش تا زمان مرگ پادشاه مشترک ناوار بود.